# Меценатство
Меценатство — добровільна безкорислива діяльність фізичних осіб у матеріальній, фінансовій та іншій підтримці набувачів благодійної допомоги. Назва походить від прізвища римлянина Мецената (Мекенат), який був покровителем мистецтв за імператора Августа і другом Горація та інших поетів.
Меценатство розповсюджується на фінансову підтримку закладів культури і освіти, заснування нових театрів, галерей мистецтва, нових навчальних закладів, підтримку мистецької діяльності акторів, поетів, художників тощо.
Українське законодавство визначає меценатську діяльність як благодійну діяльність у сферах освіти, культури та мистецтва, охорони культурної спадщини, науки і наукових досліджень.

## Приклади меценатства
Зазвичай меценатство не передбачає підкорення митця особі мецената, прикладом якого є спонсорство Надії Філаретівни фон Мекк відносно композитора Чайковського Петра Ілліча (1840—1893). Меценат Всеволожський клопотав у царя Олександра III і Петро Чайковський отримав 3000 карбованців на рік. Надія фон Мекк надала композитору 6000 на рік, що дало можливість залишити викладацьку діяльність і зосередитися на творчості. Композитор отримав право оселитися в садибі фон Мекк Браїлов для праці без перешкод. Так Браїлов став одним з місць, тісно пов'язаних з творчістю композитора в Україні.
Окрім композитора, Надія фон Мекк надавала меценатську підтримку скрипалю Котек.
Російське Імператорське товариство заохочення мистецтв було засновано групою меценатів (І. А. Гагарін, П. А. Кікін, О. І. Дмитрієв-Мамонов та ін.) з метою сприяти розвитку образотворчих мистецтв, поширенню художніх знань, освіті художників і скульпторів і т. п. З моменту заснування товариство знаходилося під заступництвом імператора. 
Складнішим було ставлення до митців відомого мецената 18 століття Миколи Василія Потоцького (1712—1782), особи ексцентричної та хвацької. Але меценатська діяльність останнього надала можливість плідно працювати архітектору Бернарду Меретину(одному з найкращих в добу рококо в Україні) і утаємниченому генію, скульптору Пінзелю.
На теренах України право на подяку й пошану має і благодійник, митрополит Петро Могила. Завдяки меценату для відновлення храму Софії в Києві було запрошено італійського архітектора Октавіана Манчіні. Художні роботи відновлювали українські художники брати Зінов'єви, Тимош, Степан та Іван. Великі кошти віддав Петро Могила і на підтримку Київської братської школи, що отримає статус університету.
Петро Могила також фундував і підтримував колегіуми в містах Вінниця, Кременець, Ясси.

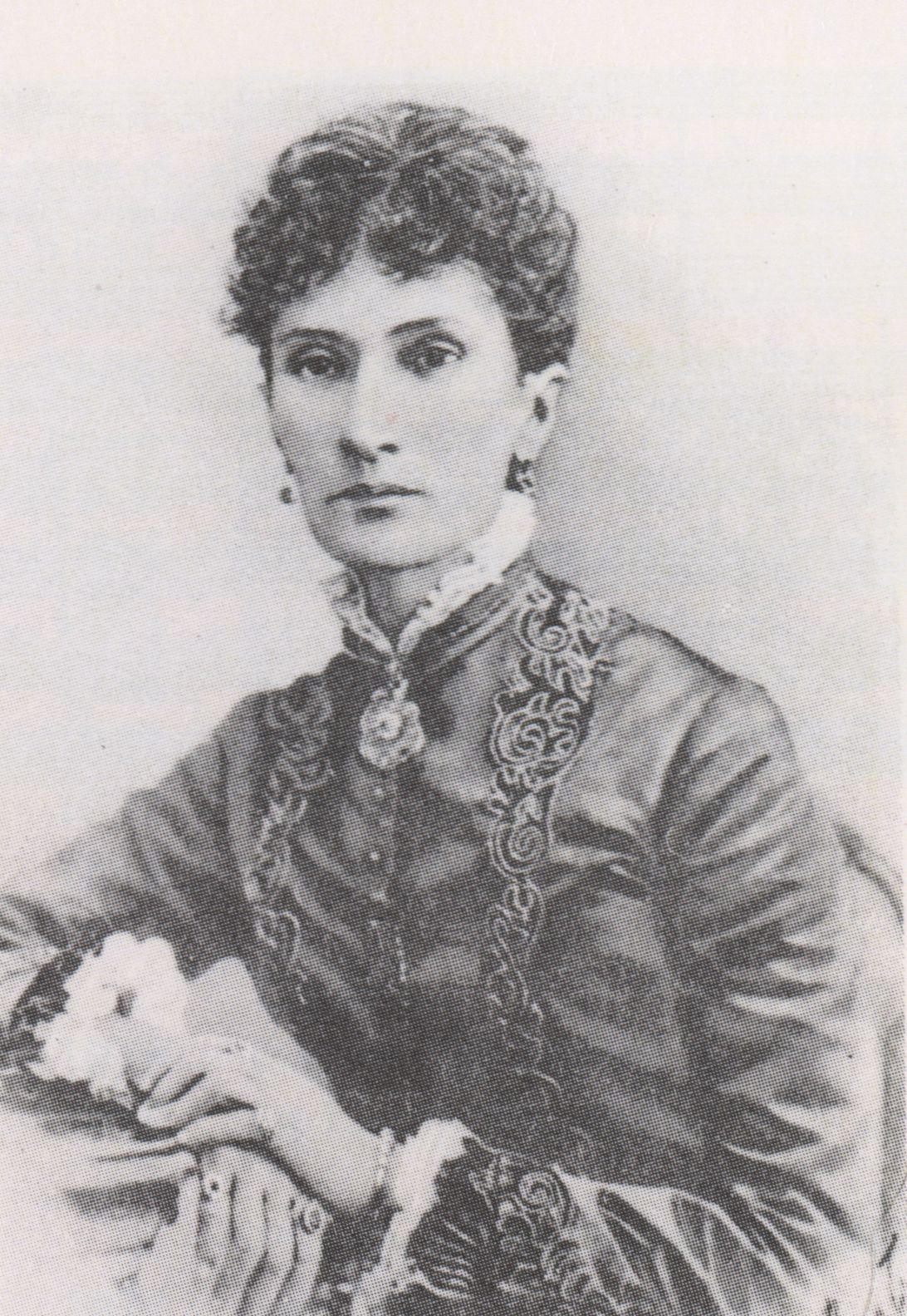
Надія Філаретівна фон Мекк
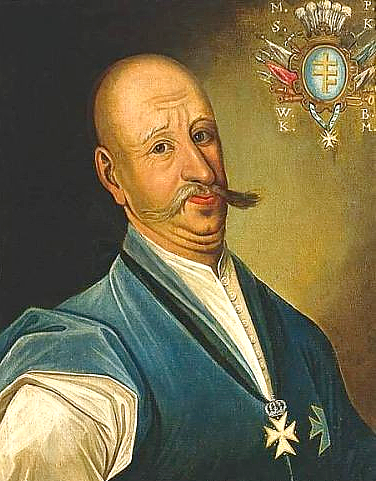
Микола Потоцький
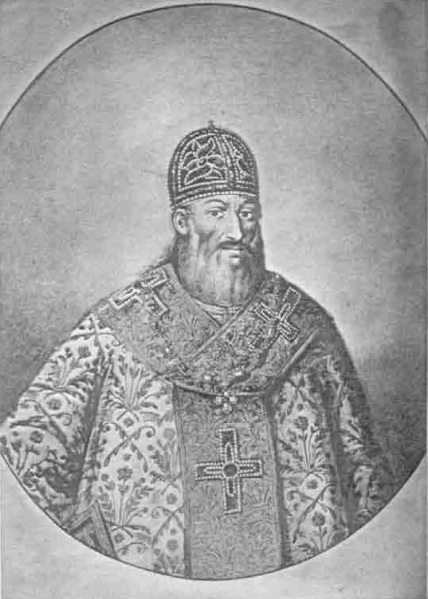
Митрополит Петро Могила